# Lean Hospital
Der Begriff Lean Hospital (in deutschen Übersetzungen auch Schlankes Krankenhaus) beschreibt ein Krankenhaus, das es geschafft hat, über optimierte Prozesse eine bessere Behandlungsqualität für die Patienten zu erzielen sowie die Kosten durch Vermeidung von Verschwendung zu senken. Der Begriff ist eine Weiterentwicklung des aus der Automobilindustrie bekannten Lean-Management-Ansatzes.

## Herleitung/Geschichte
Die Idee der Lean-Philosophie kommt ursprünglich vom japanischen Automobilhersteller Toyota. Die Isolationspolitik der USA in den 1930er und 1940er Jahren verknappte die verfügbaren Ressourcen. Eine absolut effiziente Produktion war für den Autobauer überlebensnotwendig. Der Toyota Ingenieur Taiichi Ohno fasste das in dieser Phase gewonnene Wissen 1978 unter dem Namen Toyota-Produktionssystem (TPS) zusammen. Zur Veranschaulichung der komplexen Materie formulierte er 14 Management-Prinzipien und entwickelte das sogenannte Toyota-Haus. Dieses besteht aus zwei Säulen, Just-in-time und Fehlereliminierung (Jidōka) sowie fünf Leitprinzipien. Im Zentrum aller Prozesse steht immer der Kunde. Der Ausdruck Lean Management wurde schließlich in den 1990er Jahren von James P. Womack und Daniel T. Jonas geprägt („The Machine That Changed The World“, „Lean Thinking“). Mittlerweile wird Lean Management weltweit in nahezu allen Branchen erfolgreich angewendet und bezieht sich längst nicht mehr nur auf fertigende Prozesse.
Dem Vorreiter Virginia Mason Medical Center (VMMC) in Seattle folgend, wenden Krankenhäuser im Nordwesten der USA und in Singapur seit 2001 die Lean-Philosophie an. Es gelang gravierende Qualitätsmängel zu beheben. Schließlich wurde das Virginia Mason Medical Center (VMMC) in Seattle 2010 von der Qualitäts-Ratingagentur „Leapfrog“ zum „Hospital of the Decade“ gewählt und setzt sich somit als Qualitätsführer durch. Der Erfolg weiterer Nachahmer, wie der Everett Clinic am Smokey Point oder das Seattle Children’s Hospital sind Beispiele wie „Lean“ zu mehr Patientenorientierung, besserer Wirtschaftlichkeit und höhere Arbeitsplatzattraktivität verhilft.
Die Nachricht von der erfolgreichen Adaption der Lean-Philosophie für das Gesundheitswesen erreichte Mitte der 2000er auch Europa. Vereinzelte Beratungsunternehmen und Spitäler begannen mit der Umsetzung von Lean-Prinzipien in Notfallaufnahmen und Bettenstationen zu experimentieren. Inzwischen wird Lean als Trend im Gesundheitswesen wahrgenommen, der sich in den nächsten Jahren weiter verstärken dürfte. Ein Großteil der Experten geht davon aus, dass dies sowohl zu einer erhöhten Kosteneffizienz als auch zu einer Qualitätsverbesserung führen wird.

## Kernidee
Die Lean-Philosophie baut auf zwei Kernprinzipien auf, Respekt für den Einzelnen und kontinuierliche Verbesserung. Daraus ergibt sich, dass Lean mehr ist als eine Toolbox. Es ist vielmehr eine langfristig ausgerichtete Denkweise, die darauf abzielt, das Beste aus einem System herauszuholen.
Unter dem Begriff Lean Hospital wird die Anwendung des Lean-Gedankenguts auf Krankenhäuser verstanden. Das ist herausfordernd, da Krankenhäuser in den meisten Fällen über die Jahre gewachsene Expertenorganisationen sind. Lean Hospital verfolgt das Ziel, als Organisation effektive (das Richtige tun) und effiziente (es richtig tun) Leistungen zu erbringen sowie sich ständig weiter zu verbessern. Die richtige Leistung zu erbringen, bedingt eine radikale Orientierung an den Patientenbedürfnissen. Gewissermaßen wird dem Patienten die Rolle eines Kunden im Spital zugeteilt, welcher es in allen Überlegungen zu berücksichtigen gilt. Um es richtig zu tun, bedeutet wiederum alles zu eliminieren, was für den Patienten keinen Wert schafft. Damit eine wirkungsvolle Weiterentwicklung stattfinden kann, muss Klarheit geschaffen werden über das übergeordnete Ziel einer Organisation (True North).
Analog zum Toyota-Haus gibt es für das Gesundheitswesen das Lean Hospital-Haus. Darin wird dargestellt, wie die verschiedenen Elemente eine Lean-Systems ineinandergreifen. Grundlegende Voraussetzung für eine Lean-Organisation ist es zunächst, Führung als täglichen Prozess und als Dienstleistung gegenüber den Mitarbeitern und dem Gesamtsystem zu verstehen. Die Eliminierung von Verschwendung in Prozessen, eine Nivellierung der Auslastung durch Planung und Organisation sowie die Implementierung eines Systems zur kontinuierlichen Verbesserung (Kaizen) stabilisieren das Gesamtsystem und bilden die Voraussetzung für alles Weitere. Aus der Kombination von Taktzeiten, dem Prinzip des One-Piece-Flows und nachfragengesteuerten (ziehenden) Prozessen entsteht ein Fluss kontinuierlicher Wertschöpfung. Dieser soll nun entsprechend den beiden Säulen Just-in-Time und Patientensicherheit & Qualität konfiguriert werden. Leistungen sollen also „Just-in-Time“ erbracht werden – das heißt, die richtige Dienstleistung in der richtigen Menge zum richtigen Zeitpunkt am richtigen Ort. Maßnahmen zur Gewährleistung der Patientensicherheit und Qualität werden in die Prozesse integriert. Das bedeutet Prozesse so zu gestalten, dass es schwierig wird, etwas falsch zu machen resp. Fehler unmittelbar bemerkt werden.
Ein einfaches Beispiel für eine „lean“ erbrachte Leistung ist die Behandlung eines Patienten aus einem „Guss“ heraus, wobei der Patient einen Behandlungsschritt nach dem anderen durchläuft, ohne dass eine unnötige Wartezeit anfällt, Fehler entstehen oder unnötige Leistungen erbracht werden. In der Gesamtheit ermöglicht ein solches System also, Patienten in der bestmöglichen Qualität ohne unnötige Kosten zu versorgen.

## Prinzipien
Die Fachliteratur beschreibt fünf Leitprinzipien, welche befolgt werden müssen, um die Transformation zu einem Lean Hospital meistern zu können:
1. Eliminierung von Verschwendung (Muda)
Im Krankenhaus muss eine Tätigkeit für den Patienten wertschöpfend sein (z. B. Behandlung und Diagnosestellung). Zusätzlich gibt es nicht-wertschöpfende aber notwendige Aktivitäten (z. B. Patientenadministration oder Rechnungswesen). Diese gilt es auf ein Minimum zu reduzieren. Verschwendungen, also unnötige Tätigkeiten, müssen eliminiert werden (z. B. Wartezeiten).[10]
2. Fließende Prozesse (Flusskonzept)
Durch das Ziel der Patientenorientierung ist es wichtig, alle Leistungen als kontinuierlichen Fluss an den Patienten zu liefern, wie beispielsweise die Kopplung der Blutabnahme mit der Aufnahme der Vitalwerte.
3. Ausgeglichene Belastung (Nivellierung)
Belastungsspitzen sollten vermieden werden, um Stress bei den Mitarbeitern zu reduzieren und Fehler zu vermeiden.
4. Standardisierung
Die Einführung von Standards, wie beispielsweise Check-Listen, verbessert die Behandlungsqualität der Patienten, indem die Sicherheit erhöht wird.
5. Qualität und kontinuierliche Verbesserung
Es ist wichtig Mitarbeitende durch Anreizsysteme in den Verbesserungsprozess miteinzubinden, um die Qualität der Vorschläge zu verbessern.

## Implementierung
Während der gesamten Transformation gilt stets zu beachten, dass der Patient im Zentrum steht und alle Prozessschritte an diesem ausgerichtet werden. Die Transformation geschieht auf drei Ebenen: Dem „Können“ (Lean-Fachwissen), „Wollen“ (Veränderungsbereitschaft) und „Dürfen“ (Managementkompetenz).
So ist ein hochqualitatives Trainingsprogramm für alle Führungspersonen und Mitarbeitenden bei der Einführung von Lean besonders wichtig. Sie erhalten in diesem Rahmen Informationen zu den Konzepten und Tools, lernen das Erkennen von Verschwendung und das Gestalten von Wertstromdiagrammen. Ziel des Trainings und einer der wichtigsten Aspekte, ist die Veränderung der Arbeitskultur und die Integration des Lean-Gedankens im Unternehmen. Mitarbeitende sollen somit motiviert werden eigenständig Verbesserungsvorschläge einfließen zu lassen und Veränderungen bewirken zu wollen. Das Management lernt, dass gute Führung bedeutet, neue Lösungen zusammen mit den Mitarbeitenden zu entwickeln.

## Anwendungsinstrumente
Um die Lean-Philosophie erfolgreich umsetzen zu können, sollen die Bereiche „Kompetenz & Einstellung“, „Management & Organisation“ sowie „Prozesse & Infrastruktur“ anhand einer Vielzahl an Instrumenten optimiert werden. Im Folgenden gibt es eine Auflistung aller Instrumente sowie eine kurze Beschreibung.

### Kompetenz & Einstellung
- 5S: Fünfstufige Methodik zur Verbesserung der Produktivität durch eine bessere Gestaltung des Arbeitsplatzes und des Umfelds.
- 5-Why-Methode: Durch fünfmaliges Hinterfragen, mittels der Frage „Why?“, wird eine Ursache-Effekt-Beziehung zur Qualitäts- und Prozessverbesserung bestimmt.
- Befragungstechniken: Genaue Definition von Untersuchungsfragen im Voraus, um Präferenzen, Einstellungen, Ideen und die Umsetzungsqualität zu erheben.
- Fishbone-Diagram: Dient der Kausalitätsanalyse von Hauptproblemquellen. In der visuellen Darstellung werden Probleme potentiellen Fehlerursachen zugeordnet.
- Future-State-Diagram: Dient der Analyse und Optimierung definierter Prozessabschnitte, welche im Rahmen einer Wertstromanalyse visualisiert wurden.
- Service-Blueprint: Ordnet Aktivitäten im Dienstleistungsprozess, je nachdem ob sie im Hintergrund (Off-stage) ablaufen oder der Patient bei den Tätigkeiten beteiligt ist (On-stage).
- Spaghetti-Diagramm: Laufwege von Pflegefachkräften, Patienten oder Material werden als Linien zwischen Punkt A und B visualisiert, um ineffiziente Tätigkeiten zu identifizieren und somit die Arbeitsplatzorganisation zu optimieren.
- Swimlane-Diagram: Prozessdarstellung, welche die Verhältnisse zwischen Geschäftsvorgängen und Verantwortlichkeitsbereichen abbildet.

### Management und Organisation
- Gemba: Systematische Beobachtung von Wertschöpfungsprozessen am Ort des Geschehens.
- Skill-Grade-Mix: Identifiziert und bewertet die Qualifikationen von Mitarbeitern. Die daraus abgeleitete Aufgabenverteilung dient der Entlastung von höher qualifizierten Mitarbeitern.

### Prozesse und Infrastruktur
- Hourly-Safety-Round: Umstrukturierung der Arbeitsabläufe des Pflegepersonals zur Steigerung der Behandlungsqualität.
- Kanban (Pull-Prinzip): Methode zur bedarfsorientierten Steuerung des Materialflusses.
- Mobiler Pflegewagen: Mobiler Arbeitsplatz der Pflegenden, der einen Computer sowie Medikamente und Material enthält.

## Anwendung im Schweizer Gesundheitswesen
Auch Krankenhäuser in der Schweiz haben sich dem Lean-Trend angeschlossen und die Philosophie in einigen Häusern integriert. Normalerweise wird mit der Transformation einer Abteilung begonnen und diese anschließend auf weitere Bereiche ausgeweitet. Auf der Seite Leanhealth.ch befindet sich eine Karte mit der Übersicht über Schweizer Spitäler, welche Lean in verschiedenen Abteilungen eingeführt haben. Die Tabelle beinhaltet die Kurzbeschreibung der Projekte und der betroffenen Abteilungen. Eines der ersten Lean Projekte, welches im Schweizer Gesundheitswesen durchgeführt wurde zeigt die besondere Bedeutung von Lean als Mobilisierung von Reflexivität im Krankenhaus. In einem Praxisbeispiel wird deutlich, welche Rolle Lean für die Entwicklung einer reflexionsfreundlichen Praxis der Führung und der Zusammenarbeit im interdisziplinären Krankenhausalltag spielt.

## Kritik
Eine Vielzahl an Unternehmensberatern raten Krankenhäuser davon ab sich an Toyota zu orientieren, da die Automobil- und Gesundheitsbranche sehr unterschiedlich sind und die Prinzipien zunächst „übersetzt“ werden müssen. Zudem gibt es bei der Anwendung insofern Probleme, dass die Produktivität oder Änderungen durch angepasste Prozesse sehr schwierig zu messen sind. Insgesamt lässt sich sagen, dass viele Einrichtungen des Gesundheitswesens ausweisen Lean anzuwenden, weil sie einige Leitprinzipien umsetzen. Jedoch ist der Lean-Gedanken noch nicht als Arbeitskultur im Unternehmen verankert. Daher benötigt es ein tieferes Verständnis für Lean im Allgemeinen. Studien sind sich über das Potenzial von Lean einig, jedoch gibt es nur wenige Arbeiten, welche sich kritisch damit auseinandersetzen. Lücken in bisherigen Studien sind unter anderem die ungenaue Beschreibung des gesamten Transformationsprozesses für Krankenhäuser sowie die geringe externe Validität von Fallstudien.